# TF2000级驱逐舰
TF2000级驱逐舰是土耳其海军第一款大型驱逐舰。在2007年和2013年两度被提出，现在正在进行研究。计划建造8艘，于2027年～2030年末服役。替换老旧的加济安泰普级巡防舰。